# Leedsichthys
Leedsichthys ("Leedsova ryba") byla obří pravěká ryba z čeledi Pachycormidae. Žila v období střední jury (asi před 170 miliony let) ve všech světových oceánech. První zkameněliny byly objeveny u britského Peterborough v roce 1886 sběratelem zkamenělin Alfredem N. Leedsem (odtud rodové jméno ryby).

## Velikost

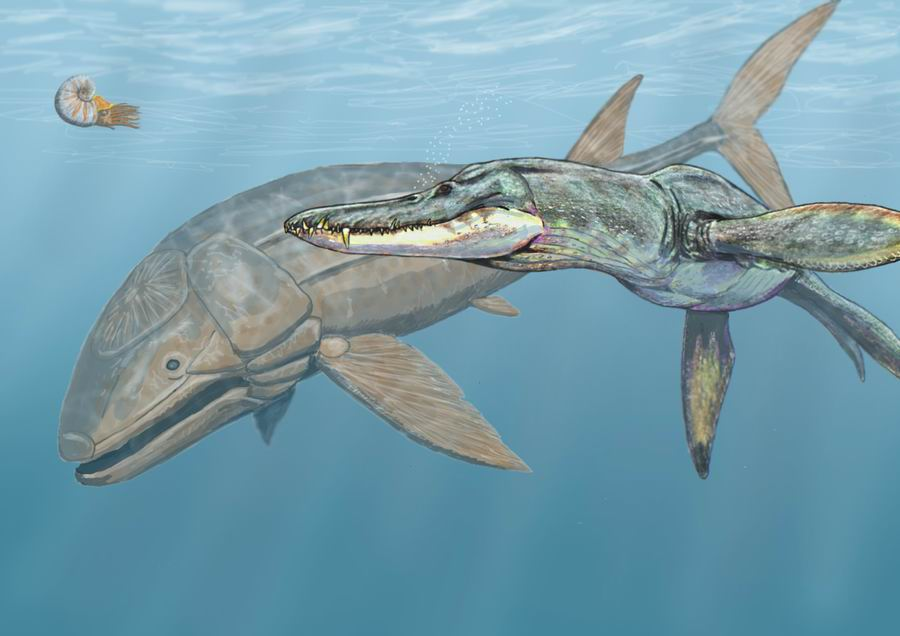
Leedsichthys a útočící dravý Liopleurodon

Leedsichthys je možná vůbec největší známá ryba ze všech geologických období. Fragmenty zkamenělin neumožňují přesný odhad, i tak je však jasné, že šlo o obrovského živočicha. Původní odhady délky (kolem 9 metrů) byly později značně zvýšeny, a to až na 27 nebo dokonce 30 metrů. Hmotnost mohla činit až několik desítek tun, čímž se tato obří ryba blížila velkým kytovcům. Zřejmě se často stávala kořistí velkých dravých mořských plazů, jako byl například Liopleurodon. Dnes se paleontologové domnívají, že tato ryba dorůstala délky lehce přes 16 metrů, přesto se zřejmě jednalo o největší známou kostnatou rybu v dějinách života na Zemi.